# 양산 신흥사 보현보살상 복장유물
양산 신흥사 보현보살상 복장유물(梁山 新興寺 普賢菩薩像 腹藏遺物)은 대한민국 경상남도 양산시 양산시립박물관에 있는, 우협시 보살인 보현보살상에서 2015년 발견된 복장유물이다. 2018년 4월 26일 경상남도의 유형문화재 제624호로 지정되었다.

## 개요
우협시 보살인 보현보살상에서 2015년 발견된 복장유물로 동제 후령통 일괄품과 불상 조성기, 각종 경전류 등이 있다.
복장유물의 조성기를 통해 삼존상은 강희22년(1682)에 제작된 것으로 조선후기 대표적인 불상 조각 승려인 승호가 조성의 총책임을 맡은 것으로 밝혀졌다. 복장유물 중 전적류 가운데 천노금강경은 홍무 20년(1387)인 고려시대 말기의 대학자인 목은 이색에 의해 간행된 경전으로 국립중앙박물관 소장 천노금강경과 동일본이어서 역사적 가치가 매우 높은 것으로 평가된다.

## 참고 문헌
- 양산 신흥사 보현보살상 복장유물 - 국가유산청 국가유산포털